# 75 mm armata 75/27 Modello 06
Cannone da 75/27 modello 06 – włoska armata polowa używana w obu wojnach światowych, będąca licencyjną wersją armaty Krupp M.06.
Armata miała łoże jednoogonowe i była wyposażona w drewniane koła. Po 1940 część dział została wyposażona w koła stalowe, z pneumatycznymi oponami. Działa tego typu były używane przez wojska włoskie walczące w Afryce Północnej, znalazły się także na uzbrojeniu Afrika Korps pod oznaczeniem 7,5 cm FK 237(i). Poza wersją holowaną powstała także wersja fortyfikacyjna tego działa.